# Diocese de Gulbarga
A Diocese Gulbarga (Latim:Dioecesis Gulbargiensis) é uma diocese localizada no município de Gulbarga, no estado de Carnataca, pertencente a Arquidiocese de Bangalore na Índia. Foi fundada em 24 de junho de 2005 pelo Papa Bento XVI. Com uma população católica de 7.833 habitantes, sendo 0,1% da população total, possui 31 paróquias com dados de 2018.

## História
Em 24 de junho de 2005 o Papa Bento XVI cria a Diocese de Gulbarga através dos territórios da Diocese de Belgaum, Diocese de Bellary e da Arquidiocese de Hyderabad.

## Lista de bispos
A seguir uma lista de bispos desde a criação da diocese em 2005.
|                    | Nome                   | Período            | Notas              |
| Bispos de Gulbarga | Bispos de Gulbarga     | Bispos de Gulbarga | Bispos de Gulbarga |
| ------------------ | ---------------------- | ------------------ | ------------------ |
| 1º                 | Robert Michael Miranda | 2005 - atual       |                    |